# Star Trek: Deep Space Nine/Staffel 1
Mit der ersten Staffel begann im Januar 1993 die US-amerikanische Erstausstrahlung der Fernsehserie Star Trek: Deep Space Nine. In Deutschland sendete Sat.1 die Staffel von Januar bis Juni 1994 erstmals.

## Episoden und Erstausstrahlung
| Nr. (ges.) | Nr. (St.) | Deutscher Titel               | Originaltitel                | Erstausstrahlung USA | Deutschsprachige Erstausstrahlung (D) | Regie            | Drehbuch                                                                                                 |
| --- | --------- | ----------------------------- | ---------------------------- | -------------------- | ------------------------------------- | ---------------- | --- |
| 1/2 | 1/2       | Der Abgesandte                | Emissary                     | 30. Dez. 1992        | 28. Jan. 1994                         | David Carson     | Michael Piller, Idee: Rick Berman, Michael Piller                                                        |
| Im Jahr 2369 endet die Okkupation der Cardassianer über die Bajoraner, auch als Folge andauernden bajoranischen Widerstands. Dabei ziehen sich die bisherigen Besatzer von der im Orbit von Bajor gelegenen Raumstation Deep Space Nine zurück, auf der sie zuvor unter Einsatz bajoranischer Zwangsarbeiter Erzaufbereitung betrieben. Um politische Stabilität in dieser Gegend des Universums zu sichern und den Bajoranern bei der Schaffung der Voraussetzungen für den Beitritt zur Föderation zu helfen, übernimmt die Vereinte Föderation der Planeten, unterstützt von Bajoranern, den Betrieb der Station. Das Kommando erhält der Sternenflottenoffizier Benjamin Sisko. Weil sich das untereinander zerstrittene bajoranische Volk von Sisko erhofft, die Bajoraner miteinander zu vereinigen, wird er von den „Propheten“, den Göttern der Bajoraner, dazu auserkoren, entsprechend einer lange währenden bajoranischen Prophezeiung als „Abgesandter“ den „Himmelstempel“ zu entdecken. Wenig später entdeckt Sisko mit Hilfe seiner Crew in der Nähe von Bajor ein künstliches, stabiles Wurmloch, das zeitsparendes Reisen in eine 70.000 Lichtjahre entfernte Gegend des bislang kaum erforschten Gamma-Quadranten ermöglicht. Um die eigenen Ansprüche an der Nutzung des Wurmlochs zu sichern und denen der Cardassianer zuvorzukommen, verlegen Föderation und Bajoraner die Station direkt vor den Eingang des Wurmlochs. Das Wurmloch beziehungsweise der Himmelstempel wird von Wesen bewohnt, die abseits räumlicher und zeitlicher Existenz leben und die die Bajoraner als die Propheten verehren. Gemäß dem bajoranischen Glauben bestimmen diese die Geschicke Bajors. Nachdem Sisko die Wesen im Wurmloch davon überzeugt hat, dass die Föderation keine bösen Absichten hat, gewähren sie allen Raumschiffen freies Geleit durch das Wurmloch. |           |                               |                              |                      |                                       |                  | |
| 3 | 3         | Die Khon-Ma                   | Past Prologue                | 9. Jan. 1993         | 30. Jan. 1994                         | Winrich Kolbe    | Katharyn Powers                                                                                          |
| Der Bajoraner Tahna versucht als Mitglied der Terroristengruppe Khon-Ma, das Wurmloch zu zerstören, um Bajor dadurch unattraktiver sowohl für die Cardassianer als auch für die Föderation zu machen. Kira kann Tahnas Plan in letzter Sekunde durchkreuzen und ihn stoppen. |           |                               |                              |                      |                                       |                  | |
| 4 | 4         | Unter Verdacht                | A Man Alone                  | 16. Jan. 1993        | 6. Feb. 1994                          | Paul Lynch       | Michael Piller, Idee: Gerald Sanford, Michael Piller                                                     |
| Nach dem Mord an dem Bajoraner Ibudan ist Odo der Hauptverdächtige. Es stellt sich heraus, dass Ibudan einen Klon von sich angefertigt und diesen anschließend getötet hat, um Odo den Mord anzuhängen. |           |                               |                              |                      |                                       |                  | |
| 5 | 5         | Babel                         | Babel                        | 23. Jan. 1993        | 13. Feb. 1994                         | Paul Lynch       | Michael McGreevey, Naren Shankar; Idee: Sally Caves, Ira Steven Behr                                     |
| O’Brien setzt versehentlich eine Sabotageeinrichtung der Bajoraner aus der Besatzungszeit in Gang. Dadurch wird ein Virus freigesetzt, das das Sprachvermögen beeinträchtigt und schließlich zum Tod führt. |           |                               |                              |                      |                                       |                  | |
| 6 | 6         | Tosk, der Gejagte             | Captive Pursuit              | 30. Jan. 1993        | 20. Feb. 1994                         | Corey Allen      | Jill Sherman Donner, Michael Piller; Idee: Jill Sherman Donner                                           |
| Nach der Entdeckung des Wurmlochs kommt es beiderseits der Passage zunehmend zu Kontakten der Stationsbesatzung mit Vertretern bislang fremder Spezies aus dem Gamma-Quadranten. Dazu gehört auch Tosk von der gleichnamigen Spezies, der nur existiert, um gejagt zu werden. |           |                               |                              |                      |                                       |                  | |
| 7 | 7         | “Q” – unerwünscht             | Q-Less                       | 6. Feb. 1993         | 27. Feb. 1994                         | Paul Lynch       | Robert Hewitt Wolfe, Idee: Hannah Louise Shearer                                                         |
| Bei einer Expedition in den Gamma-Quadranten stößt Dax auf Picards Freundin Vash. Nach der Rückkehr zur Station verliert DS9 zunehmend Energie, fliegt auf das Wurmloch zu und droht dabei zerstört zu werden. O’Brien entdeckt den allmächtigen Q auf der Station, der versucht Vash davon zu überzeugen wieder mit ihm durch den Weltraum zu reisen. O’Brien vermutet, dass er hinter den Problemen steckt. |           |                               |                              |                      |                                       |                  | |
| 8 | 8         | Der Fall “Dax”                | Dax                          | 13. Feb. 1993        | 6. März 1994                          | David Carson     | D. C. Fontana, Peter Allan Fields, Idee: Peter Allan Fields                                              |
| Dax soll von der Station entführt werden, da man ihr einen Mord vorwirft und sie vor Gericht gestellt werden soll. Die Entführung kann jedoch verhindert werden und Sisko weigert sich, Dax auszuliefern, da DS9 eine bajoranische Station ist und somit kein Auslieferungsabkommen besteht. Eine Gerichtsverhandlung soll den Fall jetzt klären. |           |                               |                              |                      |                                       |                  | |
| 9 | 9         | Der Parasit                   | The Passenger                | 20. Feb. 1993        | 13. März 1994                         | Paul Lynch       | Morgan Gendel, Robert Hewitt Wolfe, Michael Piller; Idee: Morgan Gendel                                  |
| Bashir und Kira stoßen auf ein stark beschädigtes Schiff, auf dem der Verbrecher Vantika transportiert wird. Obwohl der Gefangene stirbt, ist Kajada, die ihn bewachte, sehr misstrauisch und vermutet, dass Vantika noch lebt. In der Folge kommt es zu Zwischenfällen auf der Station, die vermuten lassen, dass Kajada recht hat. |           |                               |                              |                      |                                       |                  | |
| 10 | 10        | Chula – Das Spiel             | Move Along Home              | 13. März 1993        | 20. März 1994                         | David Carson     | Frederick Rappaport, Lisa Rich, Jeanne Carrigan-Fauci; Idee: Michael Piller                              |
| Bei einem Erstkontakt empfängt die Besatzung von DS9 die Wadi, ein Volk aus dem Gamma-Quadrant, das Spiele über alles liebt. Als Quark versucht, sie zu betrügen fordern die Wadi ihn zu einem ihrer Spiele heraus. Sisko, Kira, Dax und Bashir sind daraufhin verschwunden und finden sich in einer surrealen Umgebung wieder wo man sie auffordert, zum Ziel zu gehen. |           |                               |                              |                      |                                       |                  | |
| 11 | 11        | Die Nachfolge                 | The Nagus                    | 20. März 1993        | 27. Mär. 1994                         | David Livingston | Ira Steven Behr, Idee: David Livingston                                                                  |
| Der höchste Ferengi, der Große Nagus Zek, kommt auf die Station und ernennt Quark zu seinem Nachfolger. |           |                               |                              |                      |                                       |                  | |
| 12 | 12        | Der Steinwandler              | Vortex                       | 17. Apr. 1993        | 3. Apr. 1994                          | Winrich Kolbe    | Sam Rolfe                                                                                                |
| Bei einem illegalen Geschäft kommt es zu einem Kampf, bei dem Ro-Kel, ein Zwillingsmiradone, von Croden erschossen wird. Sein Bruder Ah-kel schwört nun Rache am Mörder seines Bruders. Odo nimmt Croden, der behauptet mehr über Formwandler zu wissen, in Gewahrsam. |           |                               |                              |                      |                                       |                  | |
| 13 | 13        | Die Prophezeiung              | Battle Lines                 | 24. Apr. 1993        | 10. Apr. 1994                         | Paul Lynch       | Richard Danus, Evan Carlos Somers; Idee: Hilary J. Bader                                                 |
| Bei einer Reise in den Gamma-Quadranten stirbt Kai Opaka, die religiöse Führerin der Bajoraner, als das Runabout auf einem Mond abstürzt. Dort tobt seit Jahrhunderten ein Krieg zwischen zwei verfeindeten Gruppen in den nun auch die Besatzung von DS9 hineingezogen wird. Allerdings wird Opaka wieder zum Leben erweckt, jedoch kann sie den Planeten nicht mehr verlassen. |           |                               |                              |                      |                                       |                  | |
| 14 | 14        | Die Legende von Dal'Rok       | The Storyteller              | 1. Mai 1993          | 17. Apr. 1994                         | David Livingston | Kurt Michael Bensmiller, Ira Steven Behr; Idee: Kurt Michael Bensmiller                                  |
| O’Brien wird in einem Dorf auf Bajor von der Bevölkerung auserwählt um gegen ein mächtiges Energiewesen, das Dal'Rok, zu kämpfen. Derweilen laufen auf DS9 Verhandlungen zwischen rivalisierenden bajoranischen Völkergruppen. |           |                               |                              |                      |                                       |                  | |
| 15 | 15        | Mulliboks Mond                | Progress                     | 8. Mai 1993          | 24. Apr. 1994                         | Les Landau       | Peter Allan Fields                                                                                       |
| Ein Mond soll zur Energiegewinnung genutzt werden und muss daher evakuiert werden. Kira trifft auf Mullibok, der seine Heimat nicht verlassen will. |           |                               |                              |                      |                                       |                  | |
| 16 | 16        | Macht der Phantasie           | If Wishes Were Horses        | 15. Mai 1993         | 1. Mai 1994                           | Robert Legato    | Nell McCue Crawford, William L. Crawford, Michael Piller, Idee: Nell McCue Crawford, William L. Crawford |
| Auf DS9 erscheinen lebendig gewordene Phantasiewesen. Die Station droht außerdem von einem Subraumphänomen zerstört zu werden. |           |                               |                              |                      |                                       |                  | |
| 17 | 17        | Persönlichkeiten              | The Forsaken                 | 22. Mai 1993         | 8. Mai 1994                           | Les Landau       | Don Carlos Dunaway, Michael Piller; Idee: Jim Trombetta                                                  |
| Zahlreiche Botschafter der Föderation treffen sich auf DS9, um das Wurmloch zu besichtigen, unter ihnen auch Lwaxana Troi. Die Station wird außerdem von einer außerirdischen Sonde bedroht. |           |                               |                              |                      |                                       |                  | |
| 18 | 18        | Meuterei                      | Dramatis Personae            | 29. Mai 1993         | 15. Mai 1994                          | Cliff Bole       | Joe Menosky                                                                                              |
| Nachdem ein klingonisches Schiff, das aus dem Gamma-Quadranten zurückgekehrt ist, explodierte und ein Besatzungsmitglied nur noch tot zur Station gebeamt werden konnte, beginnen die Crewmitglieder von DS9 gegeneinander zu intrigieren. |           |                               |                              |                      |                                       |                  | |
| 19 | 19        | Der undurchschaubare Marritza | Duet                         | 12. Juni 1993        | 22. Mai 1994                          | James L. Conway  | Peter Allan Fields; Idee: Lisa Rich, Jeanne Carrigan-Fauci                                               |
| Der Cardassianer Marritza kommt auf die Station. In ihm erkennt Kira einen gesuchten Kriegsverbrecher. Es stellt sich aber heraus, dass er diese Rolle nur vorgetäuscht hat, um das cardassianische Volk dazu zu zwingen, dessen Schuld für die cardassianischen Gräueltaten während der Besatzung Bajors einzugestehen. Schließlich wird Marritza von einem Bajoraner getötet. Als Grund gibt er an, dass Marritza Cardassianer war und dies Grund genug sei. |           |                               |                              |                      |                                       |                  | |
| 20 | 20        | Blasphemie                    | In The Hands Of The Prophets | 19. Juni 1993        | 29. Mai 1994                          | David Livingston | Robert Hewitt Wolfe                                                                                      |
| Das sich auf Bajor vergrößernde Machtvakuum ausnutzend, versucht die intrigante, orthodoxe Bajoranerin Vedek Winn, mit einem Mordanschlag einen ihrer Konkurrenten um die Nachfolge als religiöses Oberhaupt zu beseitigen. Sisko kann den Anschlag aber in letzter Sekunde vereiteln. |           |                               |                              |                      |                                       |                  | |

## Produktion
Die ersten acht, auf den Pilotfilm folgenden Episoden wurden speziell zu dem Zweck konzipiert, den Zuschauern die Hauptfiguren vorzustellen.
Einige Darsteller aus Raumschiff Enterprise: Das nächste Jahrhundert wurden für Gastauftritte zu dem Zweck engagiert, Zuschauer der Mutterserie von DS9 zu gewinnen. Dazu gehören Patrick Stewart (Jean-Luc Picard), John de Lancie (Q), Jennifer Hetrick (Vash), Barbara March (Lursa) und Gwynyth Walsh (B'tor); Whoopi Goldberg (Guinan) lehnte terminbedingt ab.

## Kritiken
„Das Ergebnis ist zunächst gewöhnungsbedürftig, hat jedoch mit den interessanten Figuren durchaus Potential. […] Die erste Staffel ist jedenfalls ein recht gelungener Auftakt. Zusammenfassend muss man allerdings sagen, dass es unter den recht unterhaltsamen Folgen der ersten Staffel nur wenige gibt, die vollkommen begeistern können und zum nochmaligen Anschauen anregen. […] Somit ist die erste Staffel von ‚Deep Space Nine‘ nicht mehr und nicht weniger als ein Achtungserfolg.“

„Trotz aller guten Ansätze blieb DS9 dennoch nur bedingt unterhaltsam in diesem ersten Jahr, […]. Ein paar interessante SciFi-Konzepte, […] waren zumindest von der Idee her faszinierend, wenn es auch an der Ausführung ein wenig haperte. […] Ansonsten konnte diese erste Season jedoch nicht unbedingt überzeugen, bis auf eine bemerkenswerte Ausnahme: Das kammerspielartige Psychoduell zwischen Major Kira […] und einem vermeintlichen cardassianischen Kriegsverbrecher in ‚Der undurchschaubare Maritza‘ ist nicht nur die mit Abstand beste Episode dieser Staffel, sondern darf sich zu den herausragenden Folgen der ganzen Serie zählen.“

## Auszeichnungen
Golden Reel Awards 1993
- Bester Tonschnitt (ADR) für Ep. Tosk, der Gejagte
- nominiert: Bester Tonschnitt (Dialog) für Ep. Tosk, der Gejagte

Emmy Awards 1993
- Beste Einzelleistung in Make-up für eine Serie, für Ep. Tosk, der Gejagte
- Beste Einzelleistung in Titelmelodie
- Beste Einzelleistung in visuelle Spezialeffekte für Ep. Der Abgesandte
- nominiert: Beste Einzelleistung in Frisur für eine Serie, für Ep. Chula – das Spiel
- nominiert: Beste Einzelleistung in künstlerische Leitung für eine Serie, für Ep. Der Abgesandte
- nominiert: Beste Einzelleistung in Tonschnitt für eine Dramaserie, für Ep. Der Abgesandte (Teil 2)
- nominiert: Beste Einzelleistung in Tonschnitt für eine Serie, für Ep. Der Abgesandte (Teil 2)